# Średnia Przełęcz Sołtysia
Średnia Przełęcz Sołtysia (1335 m) – niewybitna przełęcz w reglowym paśmie Kop Sołtysich w polskich Tatrach Wysokich. Oddziela Zadnią Kopę Sołtysią (1420 m) od Średniej Kopy Sołtysiej (1326 m). Wschodnie stoki spod przełęczy opadają do leja źródliskowego Jaworzyńskiego Żlebu, zachodnie do leja źródliskowego doliny Skalnite.
Rejon przełęczy porasta las świerkowy i nie prowadzi przez nią żaden szlak turystyczny.

## Przypisy

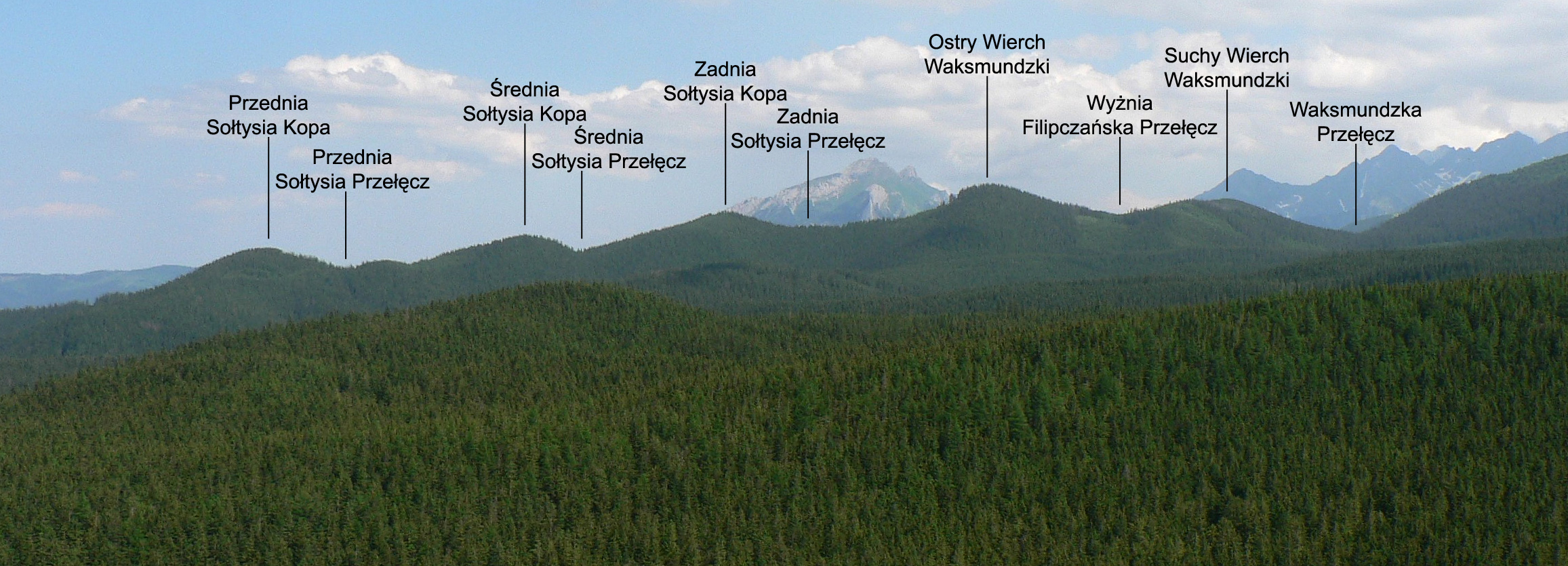
Widok z Wielkiego Kopieńca